# 押切站
押切站（日语：／ Oshikiri eki */?）是位於新潟縣長岡市池之島1952番，東日本旅客鐵道（JR東日本）的信越本線車站。

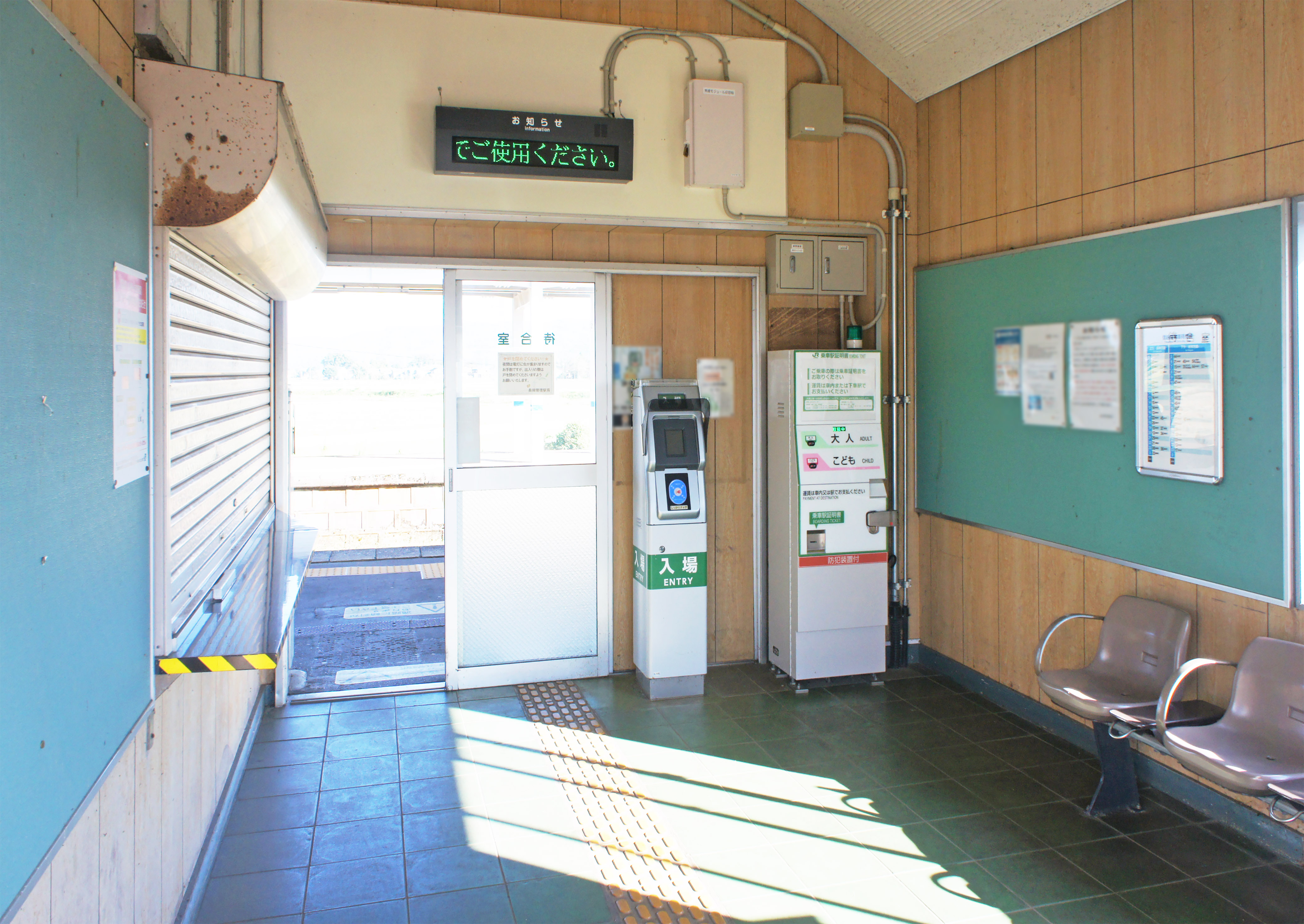
驗票口(2021年9月)

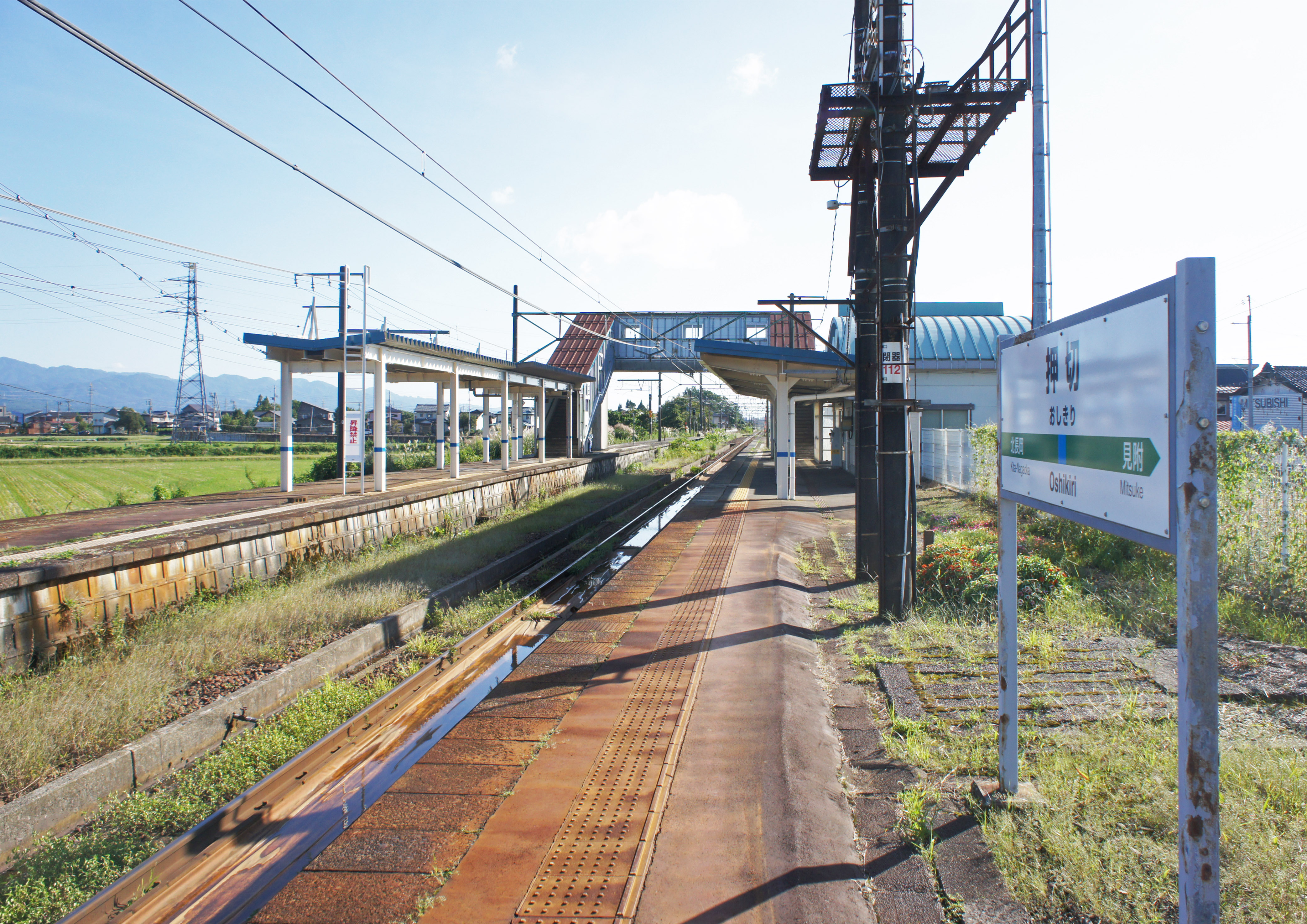
月台(2021年9月)

## 歷史
- 1901年（明治34年）9月1日：北越鐵道車站啟用[2]。
- 1907年（明治40年）8月1日：北越鐵道根據鐵道國有法（日语：鉄道国有法）而國有化。成為帝國鐵道廳（國鐵）車站。
- 1987年（昭和62年）4月1日：伴隨國鐵分割民營化，車站由東日本旅客鐵道（JR東日本）營運。
- 1993年（平成5年）12月1日：隨著此站不再安排車站職員當值，此站成為簡易委託車站[3]。
- 1995年（平成7年）：車站大樓翻新[1]。
- 2007年（平成19年）4月1日：成為無人車站[1]。
- 2008年（平成20年）3月15日：新潟近郊區間擴大，此站可以使用IC卡「Suica」[4]。

## 車站構造
本站是地面車站，設有2面2線的單式月台，此站曾經設有2面3線月台。月台之間設有跨線橋連接。此站是由長岡站管理的無人車站。現時車站大樓建於1995年。在車站內設有自動售票機（不可為Suica增值）和簡易Suica閘機。

### 月台
| 月台 | 路線      | 上下行 | 方向           |
| ---- | --------- | ------ | -------------- |
| 1    | ■信越本線 | 下行   | 新津、新潟方向 |
| 3    | ■信越本線 | 上行   | 長岡、柏崎方向 |

## 使用狀況
根據「長岡市統計年鑑」，以下列出1日平均乘車人次：
| 乘車人員變化 | 乘車人員變化     |
| 年度         | 一日平均乘車人次 |
| ------------ | ---------------- |
| 2009         | 420              |
| 2010         | 435              |

## 車站周邊
站前為押切地區的村落。
- JA（日语：農業協同組合）新潟南蒲 上通分店
- 押切駅前郵局
- 長岡市立新組小學
- 新潟縣道109號押切停車場線（日语：新潟県道109号押切停車場線）
- 新潟縣道242號七軒町見附線（日语：新潟県道242号七軒町見附線）

## 相鄰車站
東日本旅客鐵道
■信越本線
北長岡－押切－見附

## 注腳
1. 1 2 3 4 5 6 7 8 9  . 週刊朝日百科. 14号 長野駅・新津駅・高田駅ほか. 朝日新聞出版. 2012-11-11: 24 （日语）.
2. ↑  「停車場設置」『官報』1901年9月6日（國立國會圖書館數碼化資料）
3. ↑  廣報なかのしま　平成6年1月第245號P.10
4. ↑   (PDF) (新闻稿). 東日本旅客鉄道. 2007-12-21  [2020-05-29]. （原始内容 (PDF)存档于2016-03-04） （日语）.
5. 1 2  . 東日本旅客鐵道.   [2019-08-11]. （原始内容存档于2021-01-21） （日语）.

## 外部連結
- 車站資訊（押切）：東日本旅客鐵道（日語）